# Люсый, Александр Павлович
Алекса́ндр Па́влович Лю́сый (род. 14 мая 1953, Бахчисарай, Крымская область, РСФСР, СССР) — советский и российский культуролог, краевед, публицист, литературный критик, журналист.
Разработал текстологическую концепцию русской культуры, культуры как суммы и системы локальных текстов. Автор концепции крымского текста в русской литературе.
Доктор филологических наук (2017). Кандидат культурологии (2003). Старший научный сотрудник Российского института культурологии и Центра гуманитарных исследований пространства Российского НИИ культурного и природного наследия имени Д. С. Лихачёва (Института Наследия). профессор Института кино и телевидения (ГИТР). В 2017 году защитил в Вологодском университете докторскую диссертацию по филологии «Русская литература как система локальных текстов».

## Биография
Родился 14 мая 1953 года в Бахчисарае в Крыму. В 1977 году окончил исторический факультет Симферопольского государственного университета. В 1985 году окончил Литературный институт имени А. М. Горького (семинар критики В. Сурганова).
Работал учителем в общеобразовательной школе (1977—1978), научным сотрудником Крымского краеведческого музея (1978—1980), редактором издательства «Таврия» (1985—1991).
В 1986 году инициировал статьями во всесоюзных газетах «Литературная Россия» и «Советская культура» и организовал движение за спасение от разрушения и сноса дома Ришельё в Гурзуфе. Здание в итоге было отреставрировано, и в нём открылся единственный в Крыму Музей А. С. Пушкина в Гурзуфе.
В первой половине 1990-х годов работал собственным корреспондентом информационного агентства «Постфактум» (1992—1996), газет «Будем милосердны» (1991—1993), «Утро Россіи» и «Век». Был членом редколлегии и редсовета журнала «Предвестие», автором названия и соредактором журнала «Крымский контекст». Преподавал в Таврическом эколого-политическом университете.
Работал корреспондентом газеты «Книжное обозрение», редактором издательств «Памятники Отечества», «Прогресс-Традиция», «Логос», «Эдиториал УРСС», «Либерея-Бибинформ». Автор статей и рецензий в журналах «Знамя», «Новый мир», «Октябрь», «Дружба народов», «Вопросы философии», «Наше наследие», «Литературное обозрение», «Новое литературное обозрение», «Искусствознание», «Библио-Глобус», «Пушкин»; газетах «Литературная газета», «Независимая газета», «Вечерняя Москва», «Московские новости», «Культура».
Кандидат культурологических наук (2003). Тема диссертации: «Крымский текст русской культуры и проблема мифологического контекста».
Старший научный сотрудник Российского института культурологии и Центра гуманитарных исследований пространства Российского научно-исследовательского института культурного и природного наследия имени Д. С. Лихачёва.
Член редколлегии журнала «Вопросы культурологии» и редакционного совета журнала «Человек, культура и образование».
Участник (автор словарных статей)  международного научно-популярного проекта «Словарь культуры XXI века».

## Научная деятельность
Разработал текстологическую концепцию русской культуры, культуры как суммы и системы локальных текстов. Автор концепции крымского текста в русской литературе.

## Преподавательская деятельность
Доцент Университета Наталии Нестеровой. Автор учебного курса «Культура как сумма и система текстов» (2003-2013).
Доцент Российского нового университета (РосНОУ), 2014-2016)
Профессор Института кино и телевидения (ГИТР), с 2017.

## Участие в творческих и общественных организациях
- Член Союза российских писателей (с 1996)[5]
- Член Международной федерации журналистов
- Член Русского ПЕН-центра

## Признание
- Книга Александра Люсого «Нашествие качеств: Россия как автоперевод» в 2008 году вошла в список 50 лучших книг в жанре нон-фикшн по версии газеты «НГ Ex libris»[6].

## Премии
- 2001 — Лауреат шестой Артиады народов России в номинации «Литература» (за книгу «Пушкин. Таврида, Киммерия»)[7].
- 2014 — финалист Горьковской премии (с книгой «Московский текст: Текстологическая концепция русской культуры».
- 2014 — лауреат литературной премии «Нон-коформизм» (с книгой «Парад утопий»)
- 2016 - лауреат Международного Тютчевского конкурса "мыслящий тростник" (номинация эссеистика)

### Публикации Александра Люсого

#### Книги

##### Автор
- Первый поэт Тавриды: Семён Бобров. — Симферополь: Облполиграфиздат, 1991. — 22 с.
- Пушкин. Таврида, Киммерия. — М.: Языки русской культуры, 2000. — 248 с.
- Крымский текст в русской литературе. — СПб.: Алетейя, 2003. — 314 с.
- Наследие Крыма: геософия, текстуальность, идентичность. — М.: Русский импульс, 2007. — 240 с.
- Нашествие качеств: Россия как автоперевод. — М.: Товарищество научных изданий КМК, 2008. — 521 с.
- Поэтика предвосхищения: Россия сквозь призму литературы, литература сквозь призму культурологии. — М.: Товарищество научных изданий КМК, 2011. — 570 с.
- Новейший Аввакум: Текстуальная революция в России в свете Первой мировой Крымской семантической войны. — Саарбрюкен: LAP LAMBERT Academic Publishing, 2012. — 556 с. — ISBN 978-3-8473-3189-6
- Парад утопий. СПб.: Эйдос, 2013.
- Московский текст: Текстологическая концепция русской культуры. М.: Вече, Русский импульс, 2013.

##### Редактор
- Алупкинский дворец-музей. — Симферополь, 1988.
- Крым: Поэтический атлас. — Симферополь, 1989. — (Соредактор, комментарии).
- Дом-музей М. В. Волошина. Путеводитель. — Симферополь, 1990.

#### Интервью
- Нилогов Алексей. Александр Люсый: Текстологическая концепция русской культуры (недоступная ссылка — история) // Другие.ру. — 17 апреля 2012 года.
- Балла Ольга. Воспитать речь // Частный Корреспондент. — 22 мая 2013 года.

### Об Александре Люсом
- Загидуллина Марина. На чёртовой лестнице мифа // Знамя. — 2002. — № 9.
- Чупринин С. И. Люсый Александр Павлович // Чупринин С. И. Новая Россия: мир литературы: Энциклопедический словарь-справочник: В 2 т. Т. 1: А-Л. — М.: Вагриус, 2003. — С. 824—825.